# 凹尾绚鹦嘴鱼
凹尾绚鹦嘴鱼（学名：Calotomus spinidens）又名臺灣鸚鯉、鸚哥、蠔魚、菜仔魚，为輻鰭魚綱鱸形目隆頭魚亞目鹦嘴鱼科绚鹦嘴鱼属的鱼类。分布于红海、印度洋非洲东岸至太平洋中部夏威夷群岛、社会群岛、加罗林群岛、北达琉球群岛、台湾岛以及南海诸岛、海南等，棲息深度可達10公尺，體長可達30公分，主要栖息于海草生長茂盛的珊瑚礁或岩礁间，可做為食用魚及觀賞魚。